# 鲍洛格·加博尔 (现代五项运动员)
鲍洛格·加博尔（匈牙利語：Balogh Gábor，1976年8月5日—），匈牙利男子现代五项运动员。他曾代表匈牙利参加2000年、2004年和2008年夏季奥林匹克运动会现代五项比赛，获得一枚银牌。